# Magyaria agusana
Magyaria agusana är en kvalsterart som beskrevs av Corpuz-Raros 1991. Magyaria agusana ingår i släktet Magyaria och familjen Haplozetidae. Inga underarter finns listade i Catalogue of Life.